# Ouranio Toxo
Oranio Toxo (en griego Ουράνιο Τόξο «Arcoíris») es el sexto álbum de estudio en griego de la cantante Helena Paparizou y el noveno de toda su carrera. Es el segundo trabajo que presenta bajo la discográfica EMI Music Greece. Fue publicado el 15 de diciembre de 2017 y distribuido comercialmente en el formato físico en Grecia y Chipre. Se trata de su álbum en griego publicado con más margen de tiempo ya que sigue a Ti Ora Tha Vgoume;, que fue publicado cuatro años y medio antes, en junio de 2013.

## Antecedentes
El primer momento que se habló de la posible publicación de un nuevo álbum fue con el lanzamiento del sencillo Otan angeli klene a principios del año 2015, dos años después del lanzamiento del anterior álbum en griego, Ti ora tha vgoume. Durante el año 2015 la cantante no volvió a lanzar nuevo sencillo ni a pronunciarse sobre la posibilidad de la publicación de un nuevo álbum. 
Un año después, en febrero de 2016 lanzaba un nuevo sencillo, Misi kardia, con el que parecía que iba a comenzar la promoción del álbum. Sin embargo, fue por abril cuando Helena Paparizou dijo en una entrevista que el nuevo álbum saldría en 2017 y que antes de esto lanzaría otra canción. Pero fue en junio, en la gala de los premios ‘’MAD VMAwards’’ donde presentó una nueva canción, Fiesta que se convertiría en uno de los éxitos del verano manteniéndose en el Top 5 del Airplay griego durante quince semanas.  A finales de año, el 9 de diciembre, lanzaba una nueva canción con la que quería comenzar la promoción del álbum: Agkaliase me. 
El 27 de enero de 2017, en la entrevista del programa de Tasos Tryfonos, ‘TET-A-TET, Helena Paparizou anunciaba que el álbum saldría en aproximadamente tres meses y que estaría muy cercano al estilo de su álbum anterior, Ti ora tha vgoume. A finales de febrero Helena Paparizou colgaba una foto en sus redes sociales con el DJ, compositor y productor Mark Angelo y con el productor y cantante Gabriel Russel junto a un estado en el que decía ‘’”Working with the boys!!! ”’’ (¡Trabajando con los chicos!). Al estado le acompañaban dos hashtags refiriéndose a que estaban en el estudio con nuevas canciones.
En la última semana de abril, mientras que el nuevo sencillo Haide sonaba en todas las radios, Helena Paparizou daba una entrevista para la radio griega Lampsi en la que informó sobre el proceso y terminación del próximo álbum. Entrevista en la que decía que el álbum no saldría como se preveía para la primavera, sino para otoño, justo después del verano. ‘’”Probablemente el álbum será lanzado poco después del veranos, porque siento que no he hecho todavía las suficientes pruebas. Porque me gustaría experimentar antes de lanzar un álbum entero. Es decir, no es suficiente grabar veinte demos para elegir diez. Debo hacer setenta y elegir los mejores diez”’’. Esto lo decía porque argumenta que su principal misión ahora mismo es grabar el mejor álbum de su discografía.
El 9 de octubre, con motivo de la publicación del videoclip del sencillo An Me Dis Na Kleo, se publicaba un artículo por la revista griega sobre música ‘’Hit-Channel’’ haciendo referencia a la nueva canción de Helena Paparizou junto al cantante griego Anastasios Rammos. En este mismo artículo se mencionaba que la cantante iba a tener un otoño completo por su participación por segundo año consecutivo en The Voice Of Greece y la publicación de su nuevo álbum en noviembre. Con este artículo se daba a conocer una nueva fecha de lanzamiento, ya que en principio iba a ser en octubre.

## Lanzamiento y promoción
Después de varios cambios en la fecha de lanzamiento, el 20 de noviembre, a través de sus redes sociales, Helena Paparizou anunciaba con un vídeo que su álbum se lanzaría el 15 de diciembre. Además, un día después hacía pública la portada del álbum y compartía el tracklist con el título de las veintiuna canciones. Finalmente el álbum fue lanzado el 15 de diciembre tanto en tiendas de música y centros comerciales como junto a la revista griega Tiletheati en un único formato. Desde el primer momento, el álbum tuvo muy buena acogida aunque no llegó a alcanzar el primer puesto de ventas hasta la semana número once, se mantuvo en el Top5 de ventas en Grecia durante catorce semanas.

## Sencillos
Otan Angeli Klene
Es el primer sencillo promocional que lanzó Helena Paparizou después de los álbumes precedentes (Ti ora tha vgoume y One life). Fue lanzado en febrero de 2015. Está compuesta por el mismo equipo sueco de la canción Survivor con la que se presentó al Melofifestivalen de 2014. Es un medio tiempo pop con toques roqueros en los estribillos.
Misi Kardia
Este sencillo supuso la vuelta de Helena Paparizou al mercado musical griego después de Otan angeli klene que se había publicado un año antes. En el Airplay de Grecia llegó hasta el puesto número veinticinco. Compuesta por Chris Mazz y Andy Nicolas y con letra del letrista y productor ejecutivo de la cantante Yannis Doxas.
Fiesta
Fue lanzado a principios de julio de 2016, después de la actuación del mismo en los MAD VMA16. La canción fue todo un éxito subiendo en todas las listas de Grecia y llegando a ser número uno en el Airplay de Grecia, manteniéndose quince semanas sin bajar del Top5. Además, el videoclip es hasta la fecha el video con más reproducciones en relación con visitas y tiempo. La canción está compuesta y producida por Michael Tsaousopoulos y Teo Tzimas, conocidos por componer canciones de este estilo rozando el reguetón y producir éxitos cada verano. La letra viene de la mano de Nektarios Tirakis.
Agkaliase Me
Es el tercer sencillo del álbum junto al que la cantante anunciaba el lanzamiento de su nuevo álbum. No obtuvo el éxito del anterior ya que no llegó a pasar del puesto cuarenta en el Airplay griego. Es una composición del compositor griego Sotiris Agrafiotis y tiene letra de Fodas Theodorou.
Haide
Es un tema pop con sonidos étnicos que muy pronto se colocó en lo más alto de las listas de las radios griegas. Fue lanzado a finales de abril de 2017 y en poco tiempo se convirtió en uno de los mayores éxitos de Helena Paparizou en Europa. Desde su época de Eurovisión ninguna canción lanzada en Grecia había tenido tanta repercusión en otros países. ‘’Haide’’ apareció en la lista de canciones más vendidas en Grecia, Chipre, Bulgaria, Rumanía, Suecia, Finlandia y Dinamarca, incluso llegando a posicionarse en el Top 50 de las canciones más vendidas de Europa en junio.
An Me Dis Na Kleo
Es el tercer sencillo oficial del álbum para la promoción del mismo. Fue publicado en junio en plataformas digitales y lanzado como sencillo el 9 de septiembre. Es una canción con una mezcla de estilos entre el sonido electrónico, proveniente de su compositor y productor Pavlos Manolis, y el pop/rock, más propio de Anastasios Rammos, compositor y colaborador en la canción junto a Helena Paparizou. Fue acogida rápidamente por el público consiguiendo estar casi permanentemente en los charts de ventas digitales y en las primeras posiciones del Airplay de Grecia.
Etsi Ki Etsi
Después del gran éxito de An Me Dis Na Kleo y junto con la publicación del álbum, Etsi Ki Etsi se convirtió en el nuevo sencillo oficial para la promoción del álbum. Después de la publicación del sencillo se lanzó un EP de remixes de la canción.

## Lista de canciones
| Part 1 - NEW ALBUM |                                                                  |                                    |                                            |          |  |
| N.º                | Título                                                           | Letras                             | Música                                     | Duración |  |
| 1.                 | «Sinepis»                                                        | Eleana Vrahali                     | Mark Angelo, Basti Becks                   | 3:07     |  |
| 2.                 | «Ouranio Toxo (feat. Faith Erhe)» (Arcoíris)                     | Yannis Doxas                       | Gabriel Russel, Issy Beats                 | 3:41     |  |
| 3.                 | «Haide» (Haide)                                                  | Phoebus                            | Phoebus                                    | 3:39     |  |
| 4.                 | «An Me Dis Na Kleo (feat. Anastasios Rammos)» (Si me ves llorar) | Anastassios Rammos, Paulos Manolis | Anastassios Rammos, Paulos Manolis, Diveno | 3:38     |  |
| 5.                 | «Screen Test» (Screen Test)                                      | Yannis Doxas                       | Mark Angelo, Basti Becks                   | 3:26     |  |
| 6.                 | «Etsi Ki Etsi» (Así, así)                                        | Dimitris Xypolias                  | Dimitris Xypolias                          | 4:10     |  |
| 7.                 | «Tora I Pote (Ora O Mai Piú) (feat. Tamta)» (Ahora o nunca)      | Stavros Stavrou                    | Emanuela Trane, Alessandro Finazzo         | 3:54     |  |
| 8.                 | «Palia Mou Agapi (feat. Mark Angelo)» (Mi viejo amor)            | Yannis Doxas                       | Mark Angelo, Athena Manoukian              | 2:56     |  |
| 9.                 | «Agkaliase Me» (Abrázame)                                        | Fodas Theodorou                    | Sotiris Agrafiotis                         | 3:41     |  |
| 10.                | «Everlasting Love (feat. Gabriel Russel)»                        | Gabriel Russel                     | Gabriel Russel                             | 3:31     |  |

| Part 2 - SONGS REVISITED |                                                                                     |                                          |                    |          |  |
| N.º                      | Título                                                                              | Letras                                   | Música             | Duración |  |
| 11.                      | «Ase Me Na Figo (feat. Aleka Kanelidou)» (Déjame ir)                                | Nikos Ellinaios                          | Giorgos Manikas    | 3:47     |  |
| 12.                      | «Poso Lipame» (Cómo lo siento)                                                      | Spyropoulos Papadoukas                   | Kostas Giannidis   | 3:24     |  |
| 13.                      | «Crazy Girl (feat. Swingin’ Cats)» (Chica loca)                                     | Dimitris Plessas                         | Dimitris Plessas   | 2:27     |  |
| 14.                      | «To Koritsi Toy Mai (Venus) (A cappella Version) (feat. 8tetto)» (La chica de mayo) | Sevi Tiliakou                            | Robbie van Leeuwen | 2:20     |  |
| 15.                      | «Ti Ine Afto Pou To Lene Agapi (Piano Version)» (Qué es lo que llaman amor)         | Danai Stratigopoulou, Yannis Fermanoglou | Takis Morakis      | 1:42     |  |

| Part 3 - BONUS TRACKS |                                                 |                            |                                   |          |  |
| N.º                   | Título                                          | Letras                     | Música                            | Duración |  |
| 16.                   | «Otan Aggeli Klene» (Cuando los ángeles lloran) | Yannis Doxas               | Henrik Wikström, Bobby Ljunggren  | 3:03     |  |
| 17.                   | «Misi Kardia» (La mitad del corazón)            | Yannis Doxas, Andy Nicolas | Chris Mazz, Andy Nicolas          | 3:51     |  |
| 18.                   | «Fiesta» (Fiesta)                               | Dimitris Beris             | Michael Tsaousopoulos, Teo Tzimas | 3:03     |  |
| 19.                   | «Haide (Phoebus Remix) (feat. Kemist)»          | Phoebus, Kemist            | Phoebus                           | 2:53     |  |
| 20.                   | «Haide (English Version)»                       | Markella Panagiotou        | Phoebus                           | 3:39     |  |
| 21.                   | «Misi Kardia (DJ Pantelis Remix)»               | Yannis Doxas, Andy Nicolas | Chris Mazz, Andy Nicolas          | 3:43     |  |
| 68:35                 |                                                 |                            |                                   |          |  |

## Personal
| - A&R/Productor ejecutivo – Yannis Doxas - Diseño – Dimitris Panagiotakopoulos - Fotografía – Giorgos Kalphamanolis | - Maquillaje – Dimitris Dimitroulis - Peluquería– Stephanos Vasilakis - Estilista – Anna Ziazia |

## Posicionamiento
| País      | Listas                  | Mejor posición |
| --------- | ----------------------- | -------------- |
| Grecia    | IFPI Grecia (Álbumes)   | 1              |
| Grecia    | Grecia iTunes Chart     | 2              |
| Finlandia | Finalandia iTunes Chart | 5              |
| Suecia    | Suecia iTunes Chart     | 28             |
| España    | España iTunes Chart     | 82             |
| Austria   | Austria iTunes Chart    | 138            |